# Rhinogobius carpenteri
Rhinogobius carpenteri és una espècie de peix de la família dels gòbids i de l'ordre dels perciformes.
Els mascles poden assolir 5,9 cm de longitud total.
És un peix d'aigua dolça i de clima tropical.
Es troba a Àsia: les Filipines.
És inofensiu per als humans.